# Marcy (Nièvre)
Marcy é uma comuna francesa na região administrativa de Borgonha-Franco-Condado, no departamento Nièvre. Estende-se por uma área de 13,78 km². Em 2010 a comuna tinha 150 habitantes (densidade: 10,9 hab./km²).